# Silbentrennung in der spanischen Sprache
Die Silbentrennung in der spanischen Sprache stimmt mit der phonologischen Gliederung der Wörter (Sprechsilben) überein. Die Kenntnis der spanischen Silbentrennung ist Voraussetzung für die korrekte Schreibung der Wortbetonung im Spanischen, wobei das Akzentzeichen (Diakritisches Zeichen bzw. Akut) in vielen Fällen auf die drittletzte, vorletzte oder letzte Silbe gesetzt werden muss.
Eine Silbe, als Sprecheinheit, kann aus mehreren Konsonanten und Vokalen bestehen. Jede Silbe muss mindestens einen Vokal enthalten. Kurze Silben können auch nur aus einem einzigen Vokal bestehen. – Beispiele:
- amiga [a-'mi-ga] – Freundin
- leído [le-'í-do] – gelesen
- caoba [ca-'o-ba] – Mahagoni
- examen [e-'xa-men] – Prüfung
- uva ['u-va] – Traube.

Silben bestehen im Spanischen meistens aus einem Konsonanten, gefolgt von einem Vokal (Beispiel: dinero [di-'ne-ro] – Geld).

## Silbentrennung bei Konsonanten
Die Silbentrennung bei Konsonanten erfolgt nach folgenden Regeln:
1. Die Silbentrennung erfolgt nur vor oder hinter Konsonanten. An der Trennstelle gehört maximal ein Konsonant zur nachfolgenden Silbe (Ausnahmen siehe Punkt 4).
2. Ein Konsonant, der zwischen zwei Vokalen steht, wird zur zweiten Silbe gerechnet. Die meisten Silben enden auf Vokale – „offene Silbe“. – Beispiele:
- teléfono [te-'lé-fo-no] – Telefon
- zapato [za-'pa-to] – Schuh.

3. Bei zwei aufeinanderfolgenden Konsonanten wird ersterer der ersten Silbe zugerechnet und der andere der zweiten Silbe. – Beispiele:
- sustituir [sus-ti-'tuir] – ersetzen
- puerta ['puer-ta] – Tür
- huerto ['huer-to] – Garten
- cambio ['cam-bio] – Wechsel:

Das gilt auch für Konsonant plus h (Beispiel: deshidratado [des-hi-dra-'ta-do] – ausgetrocknet) und cc lección [lec-'ción] – Lektion. Ausnahmen: Regel 4
4. Folgende Konsonantenpaare (Konsonantenverbindungen) werden nicht in zwei Silben getrennt geschrieben:
- ll und folgende weitere Konsonantenpaare mit l: bl, cl, fl, gl, kl, pl – Beispiele:
  - noble ['no-ble] – edel
  - redoblar
  - enciclopédia [en-ci-clo-'pé-dia] – Enzyklopädie
  - declarar
  - incumplir
- rr und folgende weitere Konsonantenpaare mit r: br, cr, dr, fr, gr, kr, pr, tr – Beispiele:
  - arroz [a-'rroz] – Reis
  - hierro ['hie-rro] – Eisen
  - librería [li-bre-'rí-a] – Buchhandlung
  - esdrújulo [es-'dru-ju-lo] – auf der drittletzten Silbe betontes Wort
  - ingratitud [in-gra-ti-'tud] – Undankbarkeit
  - impresora [im-pre-'so-ra] – Drucker
  - central [cen-'tral] – Zentrale
- ch

Die Konsonantenpaare ch, ll und rr werden schon deshalb nicht getrennt, weil sie jeweils als ein Konsonant gelten. Sie haben auch jeweils einen eigenen Lautwert. – Beispiele:
- coche ['co-che] – Auto
- calle ['ca-lle] – Straße
- perro ['pe-rro] – Hund.

Alle oben aufgezählten Konsonantenpaare stehen immer am Anfang einer Silbe.
5. Bei drei aufeinanderfolgenden Konsonanten gehören die ersten beiden zur vorderen Silbe und der dritte zur hinteren Silbe. Ausnahmen: siehe Regel 4 – untrennbare Konsonantengruppen: Wenn der zweite und dritte Konsonant zusammen eine untrennbare Konsonantengruppe bilden, dann erfolgt die Silbentrennung zwischen dem ersten und dem zweiten Konsonanten der Dreiergruppe.
6. Bei vier aufeinanderfolgenden Konsonanten gehören die ersten beiden zur vorderen Silbe und die letzten beiden zur hinteren Silbe. – Beispiele:
- adscribir
- abstracto [abs-'trac-to] – abstrakt.

7. Bei zusammengesetzten Wörtern erfolgt eine Silbentrennung, falls diese Wörter auch alleine stehen können (Beispiel: matóle [mató + le] – er tötete ihn). Würde das jedoch zu einer Trennung von rr führen, weil das erste Wort auf r endet und das zweite Wort mit r beginnt, so greift Regel 2, nach der rr nie getrennt wird. Regel 4 (untrennbare Konsonantenpaare) trifft jedoch nicht für zusammengesetzte Wörter zu. – Beispiele:
- ciber-revolución
- hiper-realismo
- super-rápido
- inter-racial

Aber wenn es zu einer Doppelung des „r“ gerade wegen des vorangehenden Wortes kommt, dann wird „rr“ nicht getrennt. – Beispiele:
- infra-rrojo (rojo – rot)
- vice-rrector (rector – Rektor)

8. Wenn ein „h“ vor oder hinter einem Konsonanten steht, dann bilden beide Buchstaben zusammen eine Silbe.
9. Nach einer echten Vorsilbe erfolgt eine Silbentrennung, wenn das restliche Wort auch alleinstehend eine Bedeutung hat.

## Silbentrennung bei Vokalen
(Abschnitt; Betonung bei Vokaldoppelung (Diphthong, Hiatus) und Triphthong)
Ein Diphthong ist eine Verbindung von einem schwachen und einem starken Vokal. Schwache Vokale sind im Spanischen „i“ und „u“, während „a“, „e“ und „o“ starke Vokale sind. Normalerweise werden Diphthonge, die einen schwachen Vokal („i“ und „u“) zusammen mit einem starken Vokal („a“, „e“ oder „o“) enthalten, als einsilbige Vokalverbindung gesprochen. Soll jedoch der schwache Vokal betont werden, dann muss das durch ein Akzentzeichen angezeigt werden und es handelt sich dann um eine zweisilbige Vokalverbindung (Hiatus). Trägt der schwache Vokal den Ton, dann löst sich der Diphthong und man spricht von einem Hiatus (span. hiato) – einem Vokalzusammenstoß, bei dem auf beiden Seiten einer Silbengrenze ein Vokal steht.
Die Silbentrennung bei Vokalen erfolgt nach folgenden Regeln:
1. Zwischen zwei nebeneinanderstehenden Vokalen (Diphthong), die eine Silbe bilden, darf keine Silbentrennung erfolgen. Diphthonge sind untrennbar: ai, au, ei, eu, io, ou, ia, ua, ie, ue, oi, uo, ui, iu, ay, ey, oy. Gleiches gilt für drei nebeneinanderliegende Vokale (Triphthong). Triphthongs sind eine untrennbare Einheit zwischen drei Vokalen: iai, iei, uai, uei, uau, iau, uay, uey. Sie sind in einer gemeinsamen Silbe, wobei der mittlere Vokal stark ist und die anderen beiden schwach. – Beispiele:
- buey ['buey] – Ochse
- dioico ['dioi-co]
- confiáis [con-'fiáis] – ihr vertraut an
- guau ['guau] – wuff, wau (des Hundes)
- apreciéis – [a-pre-ciéis ] – ihr schätzt

2. Ein zwischen zwei Diphthong-Vokale eingeschobenes „h“ hebt nicht einen Diphthong auf.
3. Zwischen zwei Vokalen, die zu zwei verschiedenen Silben gehören (Hiatus), kann getrennt werden. Ein Diphthong wird aufgehoben, wenn die Betonung auf dem schwachen Vokal liegt.
4. Ein zwischen zwei Vokale eingeschobenes „h“ beeinflusst nicht, ob es sich bei diesen Vokalen um einen Diphthong oder einen Hiatus handelt. – Beispiele:
- desahucio [de-'sahu-cio] – Zwangsräumung, Vertreibung
- prohibir [prohi-'bir] – verbieten
- ahijado [ahi-'ja-do] – Adoptivkind, Patensohn

## Silbentrennung am Zeilenende
Neben den beschreibenden Silbentrennungsregeln, die für die Akzentschreibung wichtig sind, werden die Silbentrennungsregeln auch für die Worttrennung am Zeilenende angewendet. Dabei sind zusätzliche Regeln zu beachten.
Silbentrennung am Zeilenende kann bei zusammengesetzten Wörtern nach Belieben entweder am Silbenende oder am Ende eines Wortbestandteils erfolgen. – Beispiele:
- malinterpretar [ma-lin-ter-pre-'tar] oder [mal-interpretar] – missverstehen
- desamparo [de-'sam-paro] oder [des-amparo] – Schutzlosigkeit, Verlassenheit

Ein Wort, dessen erste Silbe aus einem einzigen Vokal besteht, wird am Zeilenende nicht hinter dieser Silbe abgetrennt: also beispielsweise nicht [a-mistad] (a- / mistad), sondern nur [amis-tad] (amis- / tad).
- amistad [a-mis-'tad] – Freundschaft

Ist jedoch dieser Anfangssilbe, die nur aus einem einzigen Vokal besteht, ein „h“ vorangestellt (das im Spanischen stimmlos ist), dann darf sie auch am Zeilenende abgetrennt werden. Beispiel: he- / rederos; herederos [he-re-'de-ros] – Erben.
In der Regel werden Abkürzungen am Zeilenende nicht abgetrennt. Es sei denn, es handelt sich um Abkürzungen, die in den allgemeinen Wortschatz eingegangen sind. – Beispiele:
- laser [la-'ser] – Laser
- ovnis ['ov-nis] – UFO

Wenn am Zeilenende zusammengesetzte Wörter abgetrennt werden, die an der Trennstelle sowieso mit Bindestrich geschrieben werden, so müssen diese Wörter, außer dass ein Trennstrich am Zeilenende steht, auch auf der neuen Zeile mit einem führenden Bindestrich beginnen. – Beispiele:
- crédito-vivienda (crédito- / -vivienda) – Wohnungsbaudarlehen:
- teórico-práctico (teórico- / -práctico) – theoretisch und praktisch